# Chiesa dei Santi Martino e Giorgio (Caldarola)
La chiesa dei Santi Martino e Giorgio è un luogo di culto ubicato nel comune di Caldarola.

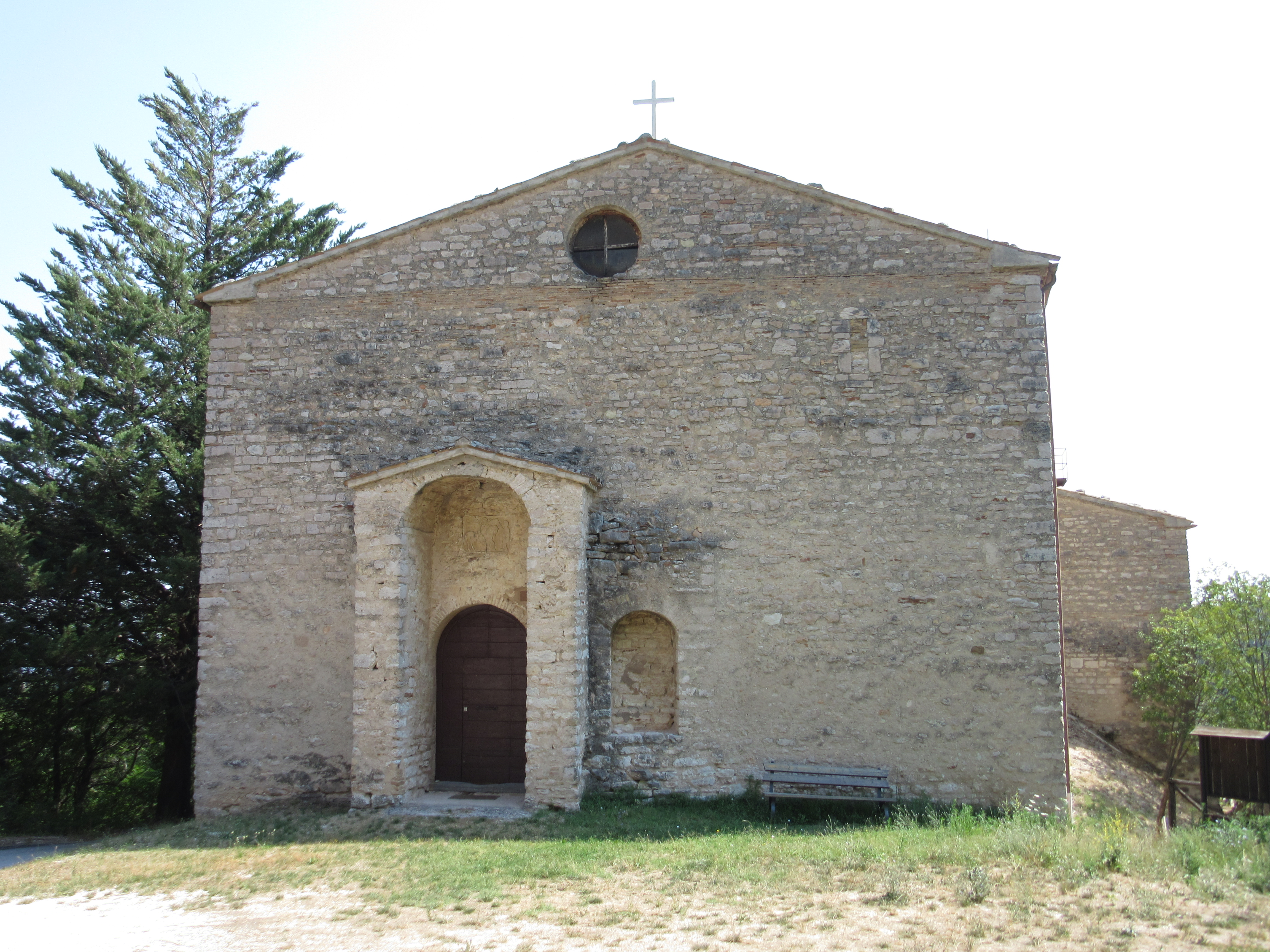
Chiesa dei Santi Martino e Giorgio, vista frontale

Del primitivo edificio sacro è rimasta l'abside orientata ad est come da consuetudine medievale (ovvero verso Gerusalemme) e da tale elemento è possibile capire come la chiesa fosse a due cappelle sovrapposte; l'ambiente inferiore doveva essere molto più spazioso di quello sovrastante e sicuramente destinato al culto, la presenza dell'affresco attribuito al Maestro di Rasiglia raffigurante San Leonardo di Nobilacum e Madonna in trono col Bambino, testimonia tuttora la qualità degli spazi interni. Si ipotizza che l'antica chiesa romanica possa essere "sorta sui resti di un sacello non cristiano dacché nelle immediate vicinanze non mancano toponimi che rievocano vicende agro-pastorali di natura pagana".

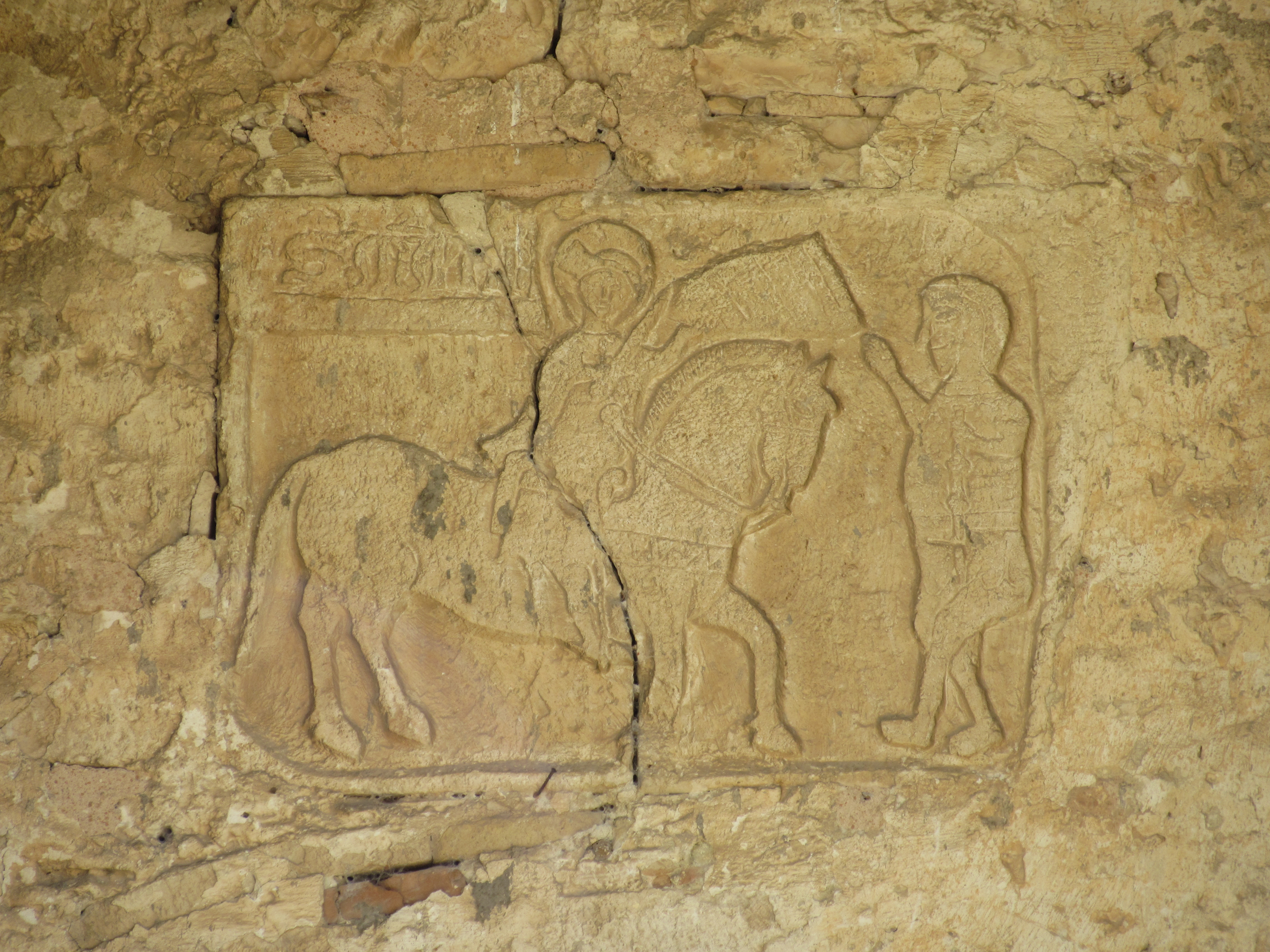
Caldarola, chiesa dei Santi Martino e Giorgio, san Martino e il povero sopra il portale

Oggi l'edificio sacro si presenta nella forma assunta in seguito ad una trasformazione eseguita prima della metà del Cinquecento. La fabbrica fu notevolmente ampliata e ottenendo una struttura completamente diverse da quella originaria e assolutamente singolare come conformazione. L'ampliamento fu eseguito conservando della chiesa originaria soltanto due lati, la parte absidale e la parete laterale sud. È stata ipotizzata la presenza di altri edifici preesistenti che parzialmente utilizzati condussero all'attuale conformazione, in particolare in riferimento alla facciata principale, al protiro che vi sorge addossato, al portale, alla formella raffigurante San Martino, alla nicchia e su un frammento di affresco che in essa si conserva; ma non si riesce comunque a capire il motivo per cui gli uomini dell'allora comunità di Vestignano, tanto si siano ingegnati per salvare queste parti di edificio.
Sopra l'architrave della porta d'ingresso è visibile una pietra rettangolare con l'altorilievo di San Martino a cavallo che dà il mantello al povero; la scultura dovrebbe essere appartenuta al primo edificio, nell'angolo alto a sinistra della pietra scolpita, in lettere gotiche è inciso: S. Martinus un elemento, questo, paleograficamente importante per la datazione al secolo XII - XIII quindi, al momento del sorgere della piccola chiesa romanica.
All'interno, sulla controfacciata, vi sono due affreschi di Giovanni Andrea De Magistris, uno raffigurante il Cristo risorto con gli Apostoli, l'altro con i due santi cari al culto dei Longobardi, San Martino e San Giorgio, firmato e datato infatti «IO(HANNES) ANDREA PITTORE DE CALDAROLA PINXIT 1551».
Di seguito, sulla parete laterale sud, di recente è stato riportato alla luce un altro affresco in cui è rappresentato Gesù fra gli Apostoli la cui realizzazione è stata attribuita anch'essa a Giovanni  Andrea De Magistris, mentre in precedenza era stato assegnato a Durante Nobile (figlio di Nobile da Lucca). Ancora un affresco attribuito al De Magistris si trova sulla stessa parete laterale sud, la Natività sormontata dall'Annunciazione, mentre i Misteri che lo incorniciano sembrerebbero più tardi, forse attribuibili a Simone De Magistris.
Sulla parete laterale nord si trova un altro affresco attribuito a Giovanni Andrea De Magistris e datato 1538 rappresentante la Madonna col Bambino con San Rocco e San Sebastiano. Nei tre ovali nella fascia basamentale dell'affresco sono raffigurati i Santi Apollonia, Antonio abate ed Elena.
Di fronte all'abside semicircolare fu costruita una parete di fondo rettilinea che non copre il catino absidale e il resto della parete di fondo così da fornire una nuova parete di fondo alla nuova aula formatasi in seguito all'ampliamento cinquecentesco. La parete, che ospita l'altare maggiore, due altari laterali e due porte laterali che danno accesso allo spazio retrostante oggi sacrestia, fu decorata con uno spettacolare complesso di affreschi di Simone De Magistris, figlio dell'altro De Magistris più volte citato. All'altare maggiore è la Crocifissione e ai lati, sopra le porte, due riquadri con il San Martino e il povero a sinistra e il San Giorgio che uccide il drago a destra. L'altare laterale sinistro è ornato da una Assunta datata 1588 mentre quello sinistro reca una Resurrezione tra i Santi Biagio e Venanzio (?). 
Infine, l'intervento in epoca più tarda, della metà del Settecento, di Domenico Luigi Valeri che dipinge, ancora ad affresco, un Sant'Antonio da Padova.
In chiesa è anche un affresco con un San Leonardo di Nobilacum e una Madonna in trono col Bambino, opera del cosiddetto Maestro di Rasiglia.

## Galleria d'immagini
Simone De Magistris, 1587-88, Pentittico degli altari frontali

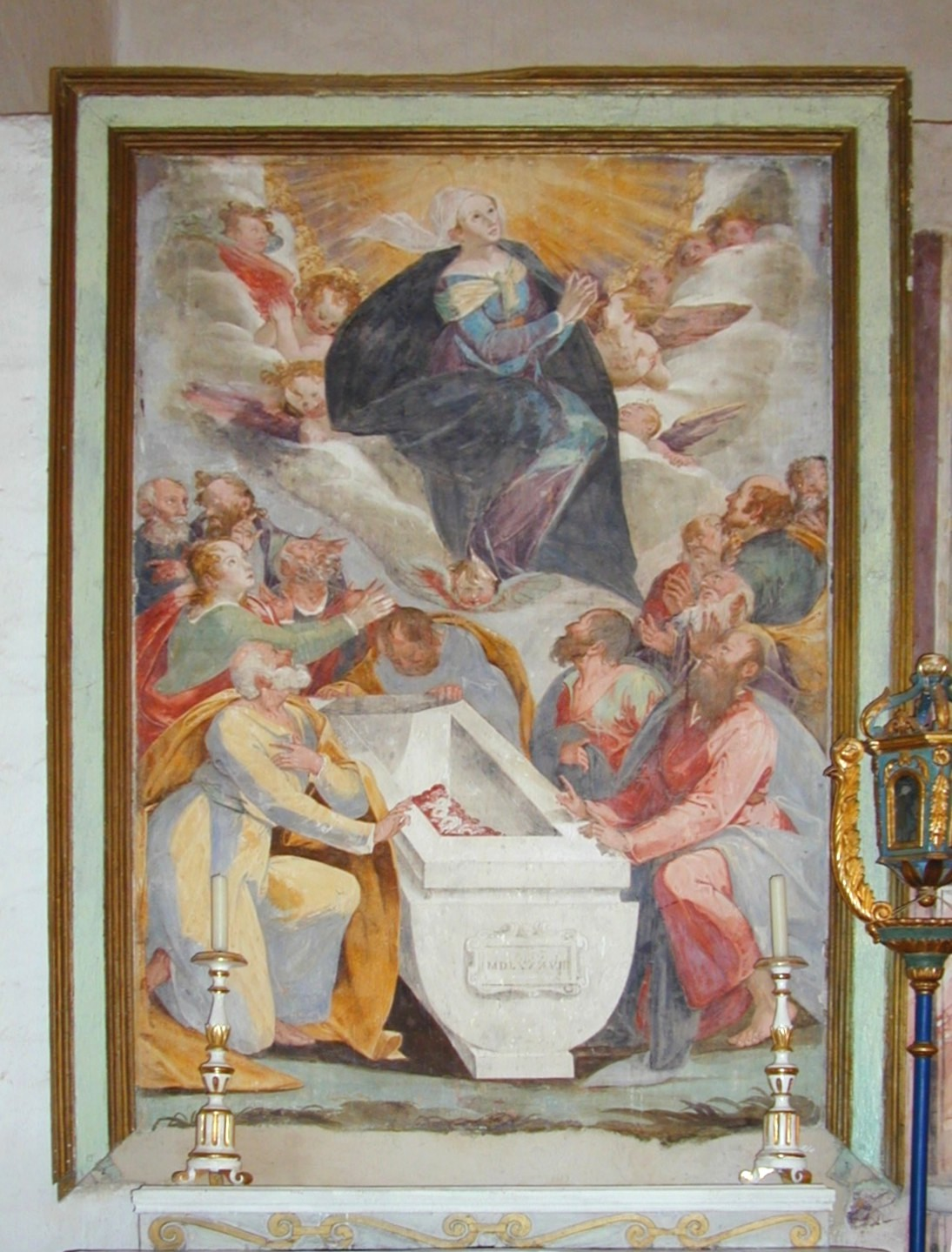
Assunzione della Vergine, 1587-88, affresco, altare laterale
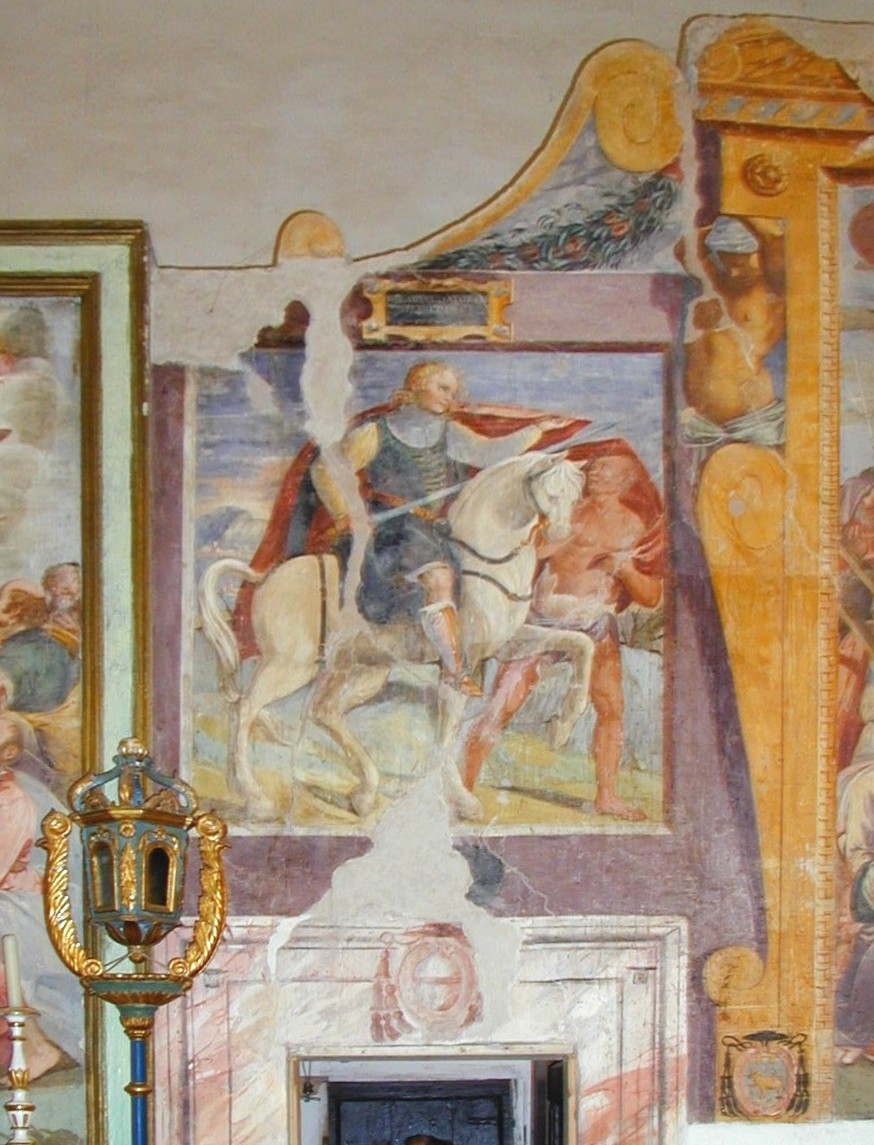
San Martino, 1587-88, affresco
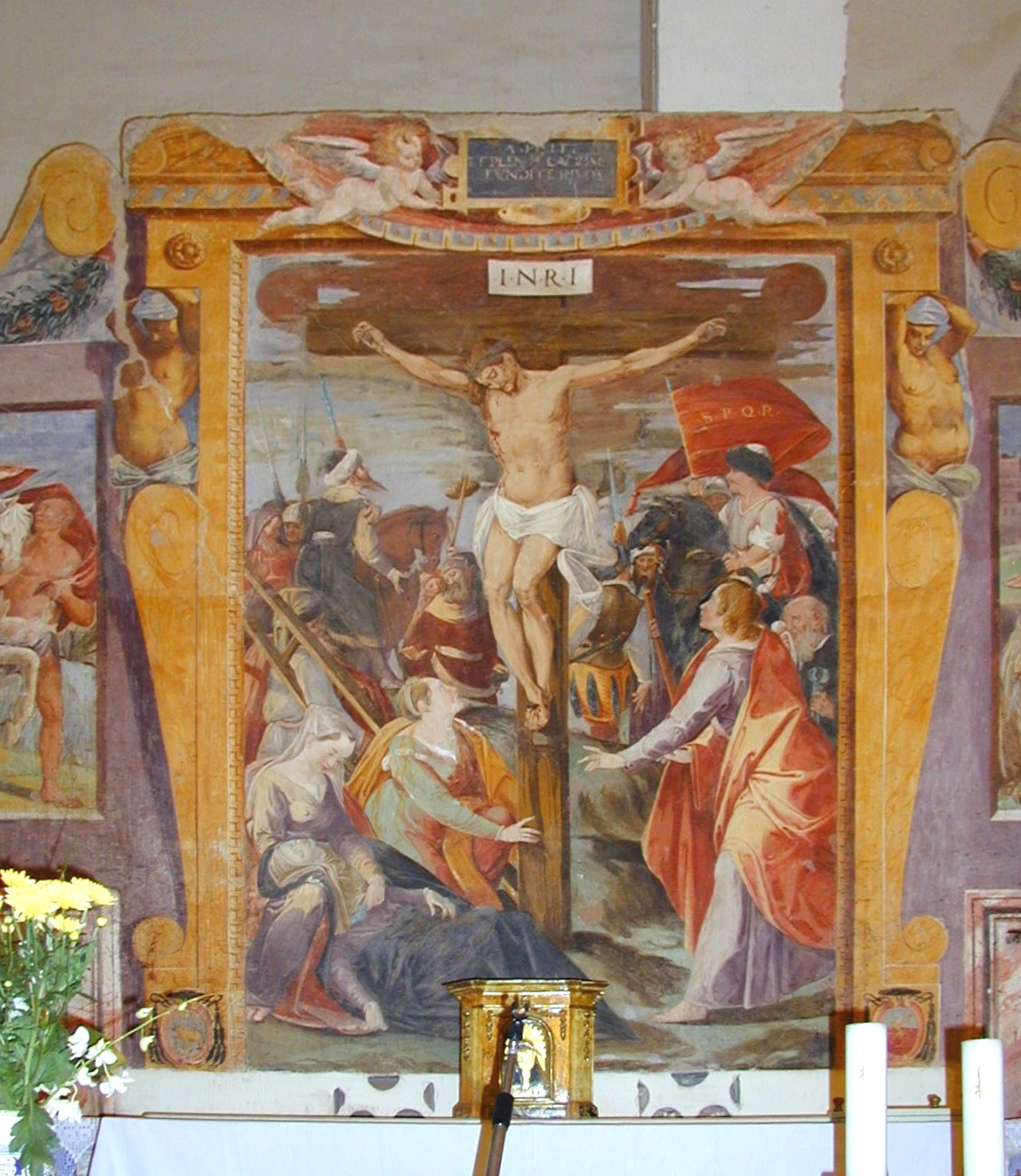
Calvario e Santi, 1587-88, affresco, altare centrale
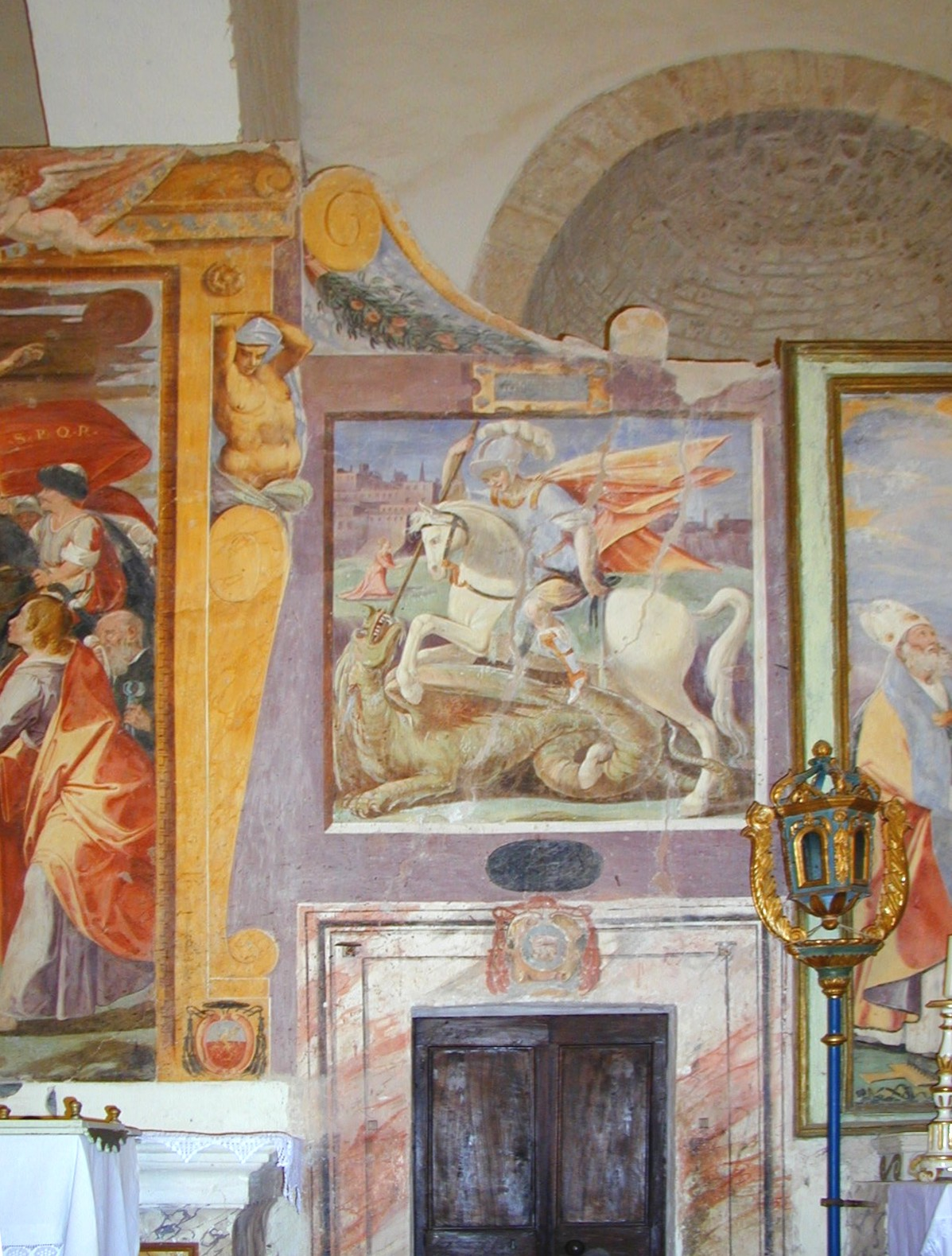
San Giorgio, 1587-88, affresco
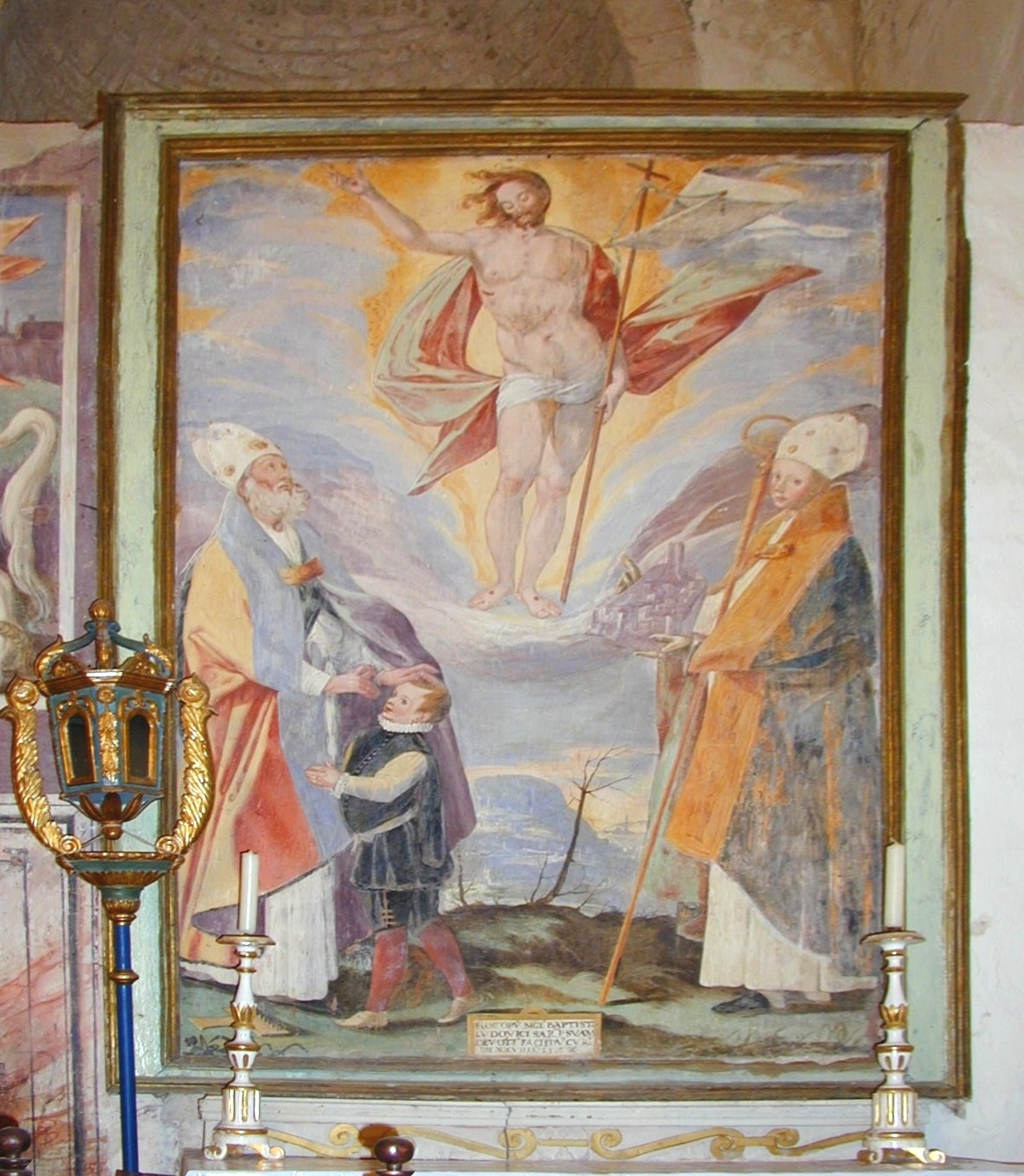
Cristo risorto e Santi Vescovi, 1587-88, affresco, altare laterale

Giovanni Andrea De Magistris, padre di Simone, prima metà del Cinquecento

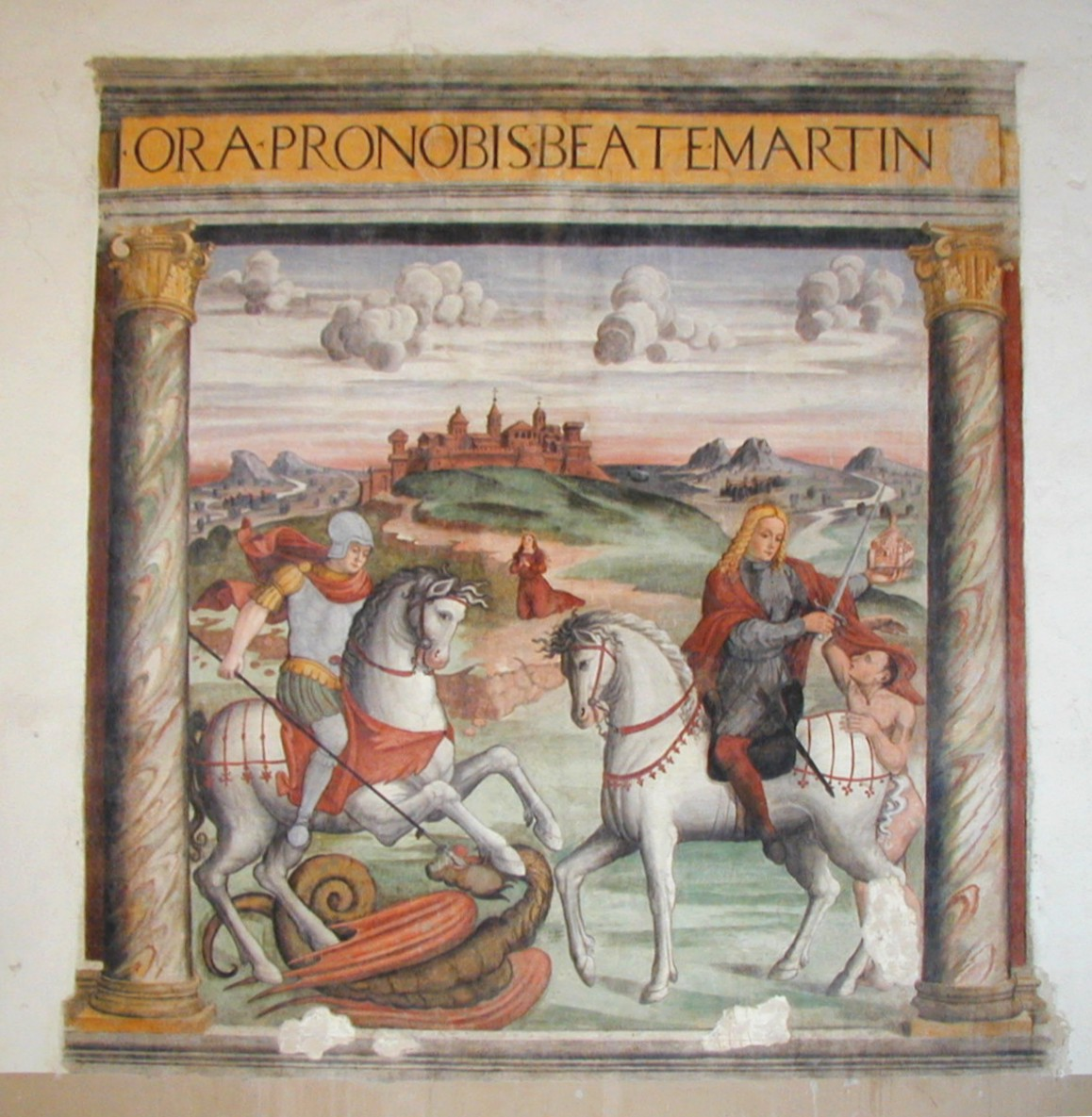
San Giorgio e San Martino, affresco
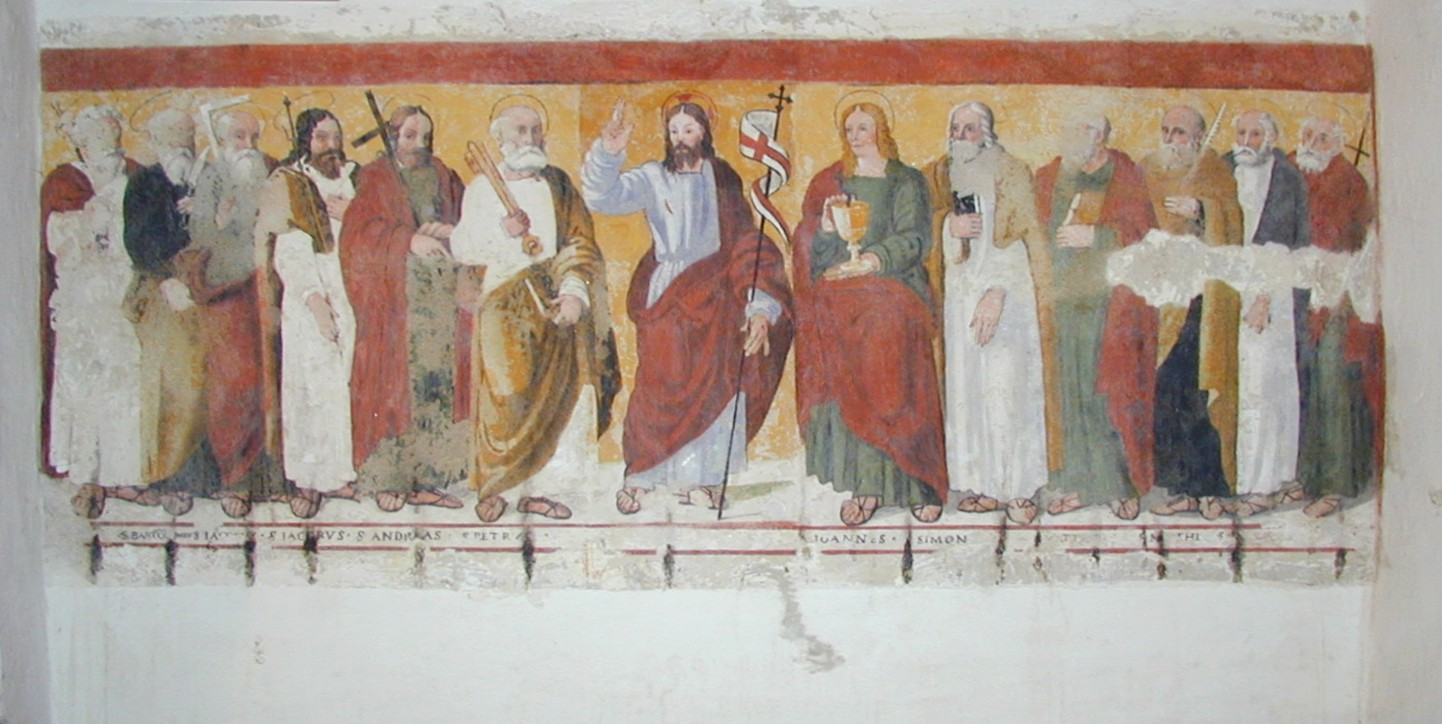
Gesù fra gli Apostoli, affresco
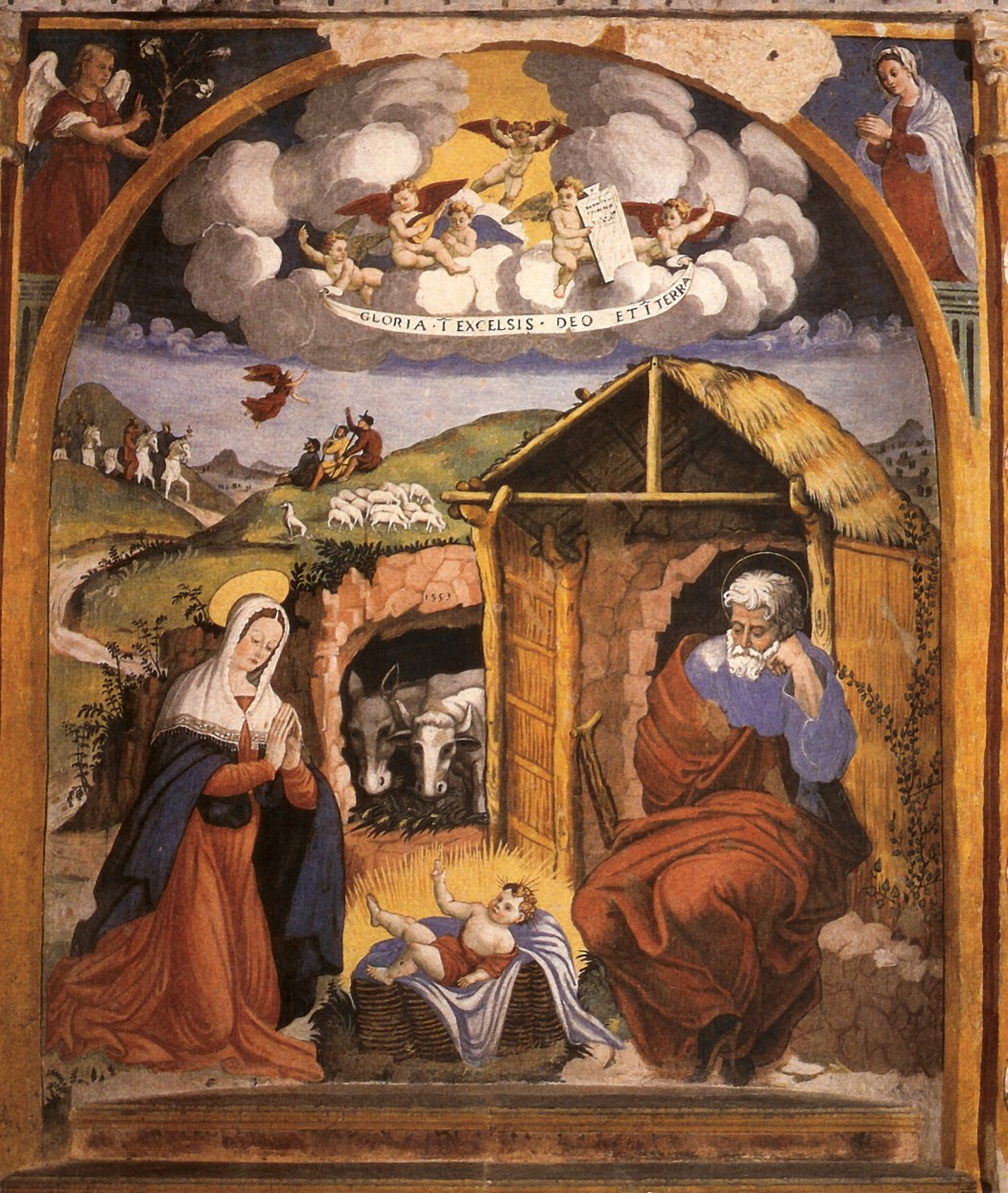
Presepe con Annunciazione, affresco
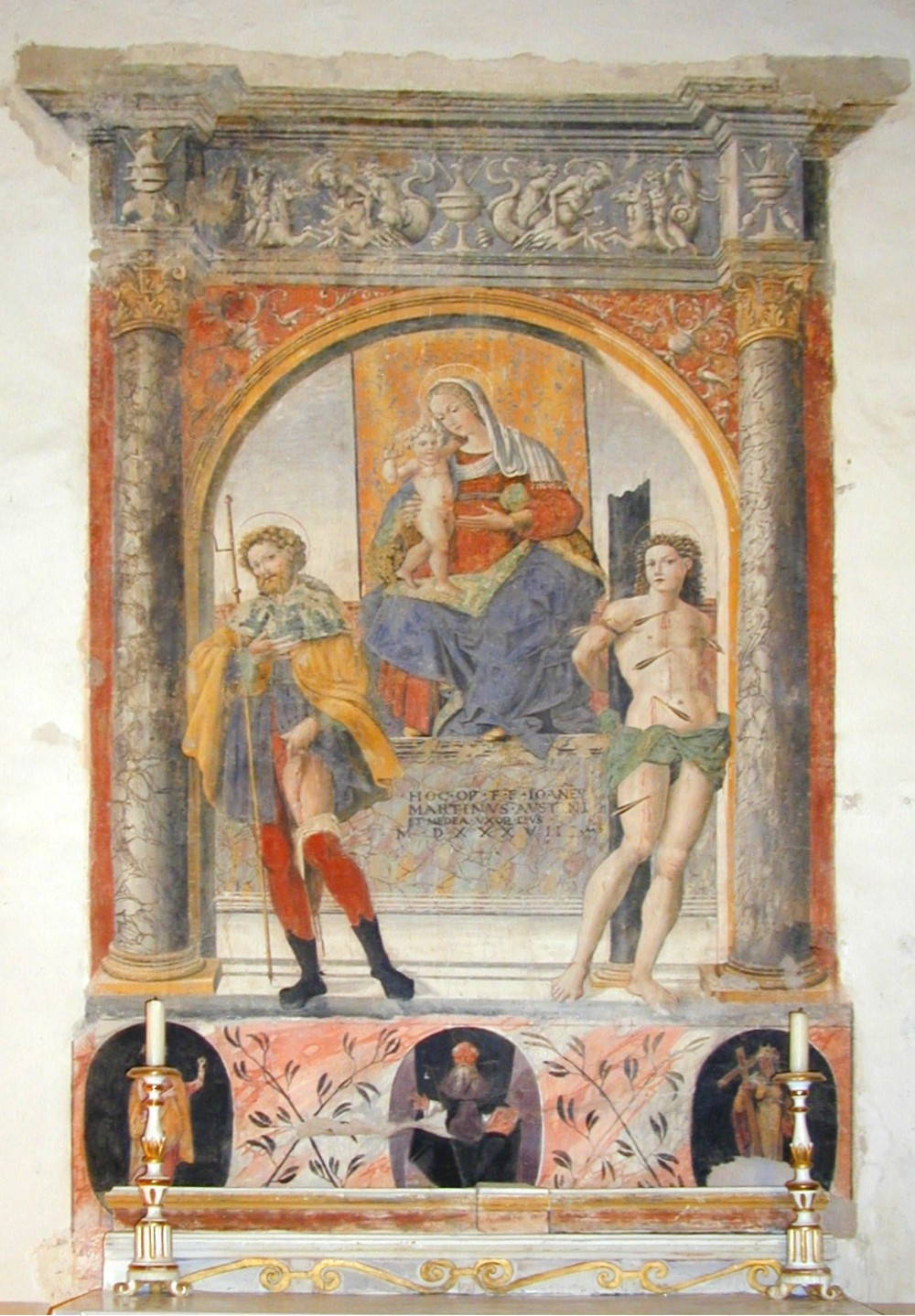
Madonna con Bambino e Santi, affresco